# Alexandra Amália bajor királyi hercegnő
Alexandra Amália bajor királyi hercegnő (Johannisburg Kastély, Aschaffenburg, 1826. augusztus 26. – Nymphenburgi kastély, München, 1875. május 8.) a Wittelsbach-dinasztiából származó írónő.

## Származása, testvérei
Alexandra Amália hercegnő I. Lajos bajor király és felesége, Terézia Sarolta szász–hildburghauseni hercegnő nyolcadik gyermekeként látta meg a napvilágot.
Szüleinek összesen 9 gyermeke volt:
- Miksa királyi herceg (1811–1864), a későbbi II. Miksa bajor király, aki 1842-ben Mária Friderika porosz királyi hercegnőt (1825–1889) vette feleségül.
- Matild Karolina királyi hercegnő (1813–1862), aki 1833-ban III. Lajos hessen-darmstadt-rajnai nagyherceghez (1806–1877) ment feleségül.
- Ottó királyi herceg (1815–1867), a későbbi I. Ottó görög király, aki 1836-ban Amália oldenburgi hercegnőt (1818–1875) vette feleségül.
- Teodolinda Sarolta Lujza királyi hercegnő (1816–1817), kisgyermekkorban meghalt.
- Luitpold bajor királyi herceg (1821–1912), Bajorország régense, aki 1844-ben Habsburg–Toscanai Auguszta Ferdinanda főhercegnőt (1825–1864) vette feleségül.
- Adelgunda Auguszta királyi hercegnő (1823–1914), aki 1842-ben V. Ferenc modenai herceghez (Habsburg–Estei Ferenc osztrák főherceghez, 1819–1875) ment feleségül.
- Hildegárd Lujza bajor királyi hercegnő (1825–1864), aki 1844-ben Albert Frigyes osztrák főherceg (1817–1895) felesége lett.
- Alexandra Amália királyi hercegnő
- Adalbert Vilmos királyi herceg (1828–1875), aki 1856-ban Amália Filippa del Pilar spanyol infánsnőt (1834–1905) vette feleségül

## Élete
Alexandra Aschaffenburgban, a Johannisburg kastélyban született. Sohasem ment férjhez, életét a müncheni és würzburgi Királyi Szent Anna apácakolostorokban élte le, amelyek kifejezetten előkelő származású hölgyek vallásos közösségei voltak. Bár kísérletek történtek kezének megszerzésére; az 1850-es években Louis Lucien Bonaparte (1813–1891), Lucien Bonaparte fia, Napóleon unokaöccse megkérte Alexandra kezét apjától, Lajos királytól, de az visszautasította őt – részben azért, mert a férfi különváltan élt első feleségétől, a firenzei Maria Anna Cecchi-től – másrészt leányának meggyengült egészségére hivatkozva.

## Írói munkássága
Alexandra 1852-ben kezdte meg írói pályafutását, és termékeny írónak bizonyult. Első könyve a Weihnachtsrosen (Karácsonyi rózsák) címet kapta. A következő évben megjelent a Souvenirs, pensées et essais (Visszaemlékezések, elmélkedések és esszék) című írása, ezt 1856-ban a Feldblumen (Mezei virágok) követték, amelynek bevételét a Miksa fejedelemről elnevezett árvaháznak (Waisenhaus Maximilian) adományozta. 1858-ban jelent meg a Phantasie- und Lebensbilder (Ábrándozások és életrajzi vázlatok), ami főleg angolból és franciából fordított írásokat tartalmazott. 1862-ben megjelent a romantikus író, Eugenie Foa írásaiból fordított kötete. A következő évben Thautropfen (Harmatcsepp) című írása jelent meg, ami szintén műfordításokat tartalmaz, franciából. 1870-ben bemutatta legújabb könyvét, amit franciából fordított, Arnaud Berquin művét, a L’ami des enfants-t (németül: Das Kindertheater, A gyermekszínház). Ugyanebben az évben jelent meg a Der Erste des Monats (A hónap elseje), ami Jean-Nicolas Bouilly művének német fordítása volt. 1873-ban jelent meg a Maiglöckchen (A völgy gyöngyvirágai) című írása.
Egész életét az apácakolostorokban töltötte, amelynek főnökasszonya és apátnője volt. Irodalmi érdeme mellett meglehetősen sok tévképzet gyötörte; mániákusan szerette a tisztaságot, és meg volt győződve arról, hogy gyermekkorában lenyelt egy üvegből készült versenyzongorát. Alexandra végül 1879-ben hunyt el, mindössze 49 évesen, a Nymphenburg kastélyban. A müncheni Szent Kajetán templomban (Theatinerkirche), a Wittelsbachok kriptájában helyezték örök nyugalomra.